# Sárpilis
Sárpilis est un village et une commune du comitat de Tolna en Hongrie.